# Giovanni D'Anzi
Giovanni D'Anzi (Milano, 1º gennaio 1906 – Santa Margherita Ligure, 15 aprile 1974) è stato un compositore italiano.

## Biografia
Giovanni D'Anzi nacque a Milano nel 1906 da genitori meridionali, Antonio D'Anzi e Maddalena Capasso.
Il padre Antonio arrivò a Milano dalla Puglia, lavorando come ispettore della Birra Italia e successivamente come titolare di una trattoria.
La sorella Maria studiava pianoforte con un pianista cieco, il maestro Rusconi, il quale si accorse per primo della bravura di Giovanni.

## Carriera

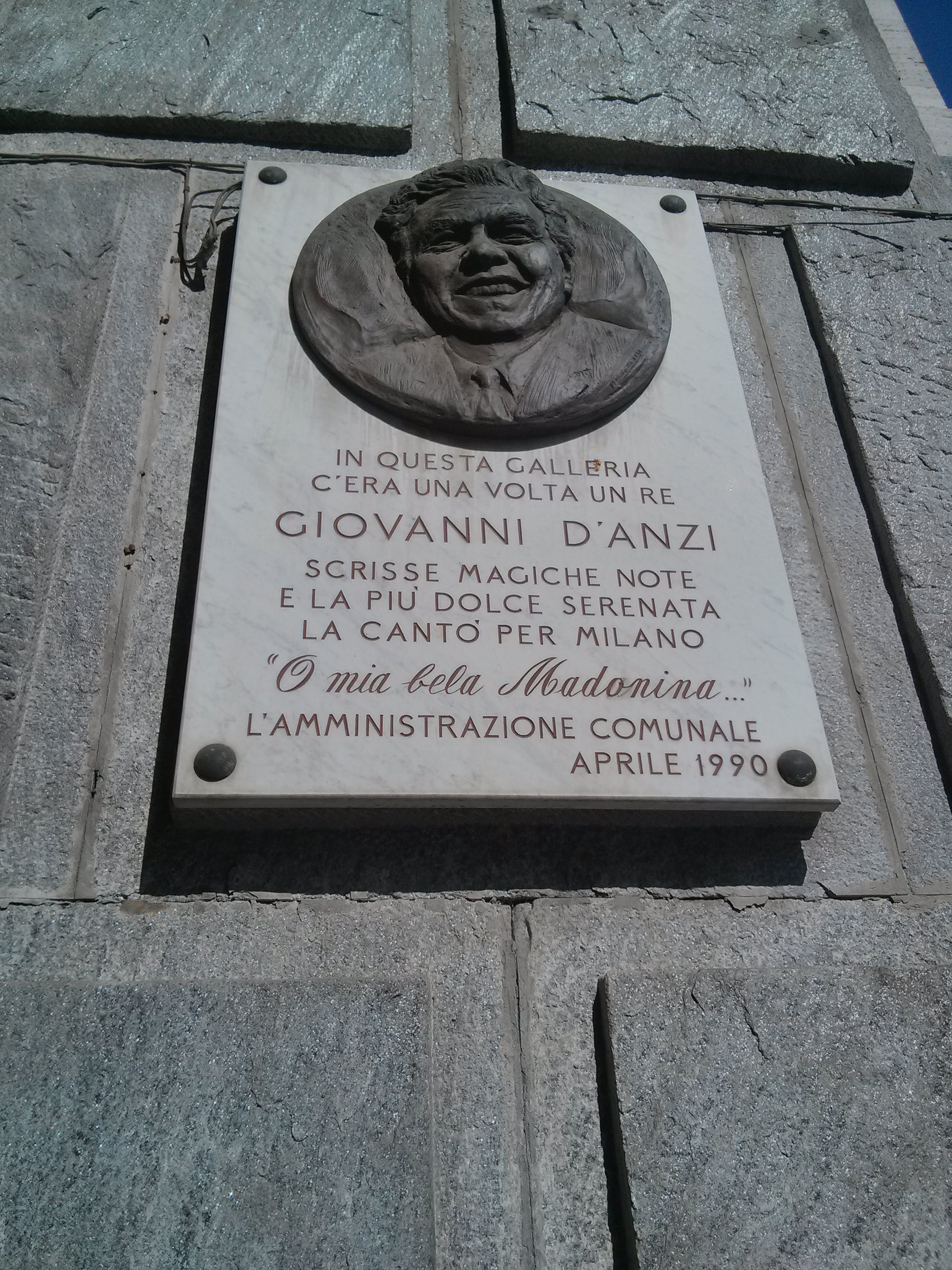
Milano, lapide commemorativa in memoria di Giovanni D'Anzi all'ingresso della Galleria del Corso.

Sin da piccolo D'Anzi mostrò talento nel suonare il pianoforte. Nel 1934, periodo in cui si esibiva nel locale Pavillon dorè, scrisse parole e musica della famosa canzone O mia bela Madunina, dedicata a Milano, la sua città natale, diventata un vero e proprio simbolo del capoluogo lombardo. La Madonnina della canzone è la statua dorata della Madonna posta sulla sommità del Duomo di Milano. Scrisse anche Viale d'autunno, interpretata da Carla Boni e Flo Sandon's, classificatasi prima al Festival di Sanremo 1953.
Assieme ad Alfredo Bracchi formò una prolifica coppia di autori musicali, attiva tra gli anni trenta e cinquanta. D'Anzi e Bracchi scrissero per la radio, per la rivista, per il cinema e molte delle loro canzoni divennero grandi successi. Alcuni dei titoli più famosi furono Ma le gambe, Non dimenticar le mie parole, Bambina innamorata, Tu musica divina, Ma l'amore no, Ti dirò.
Negli anni cinquanta continuò l'attività con altri parolieri, come Dalmazio Masini, con cui scrisse Uscita da un quadro di Modigliani per Johnny Baldini, e Marcello Marchesi, con cui scrisse una delle più celebri canzoni dell'epoca, Bellezze in bicicletta, cantata dall'attrice Silvana Pampanini, che ha recitato anche nel film omonimo.
Negli anni sessanta Giovanni D'Anzi si ritirò dall'attività musicale. Trasferitosi in Liguria a Santa Margherita Ligure (località di villeggiatura molto apprezzata dai milanesi, che spesso la chiamano semplicemente "Santa"), si dedicò alla pittura. La sua ultima apparizione pubblica fu il 5 aprile 1974 all'interno della trasmissione "A tavola alle 7", condotta da Ave Ninchi; morì dieci giorni dopo, all'età di 68 anni.
Dopo la sua scomparsa, il comune di Milano lo inserì tra i milanesi benemeriti nell'Edicola Palanti del cimitero monumentale.
In sua memoria, dal 1995 il Gruppo Editoriale Curci, col patrocinio del comune di Milano e l'Associazione "Amici della musica e dello spettacolo", organizza annualmente il Premio Giovanni D'Anzi, manifestazione canora in dialetto milanese. Il presentatore storico dell'evento è Tony Martucci aiutato nella conduzione da Liliana Feldmann negli anni 1992 e 1993 e da Roberta Potrich negli anni 2004 e 2005.

## Colonne sonore (parziale)
- Nonna Felicita, regia di Mario Mattoli (1939)
- Stasera niente di nuovo, regia di Mario Mattoli (1942)
- La vita è bella, regia di Carlo Ludovico Bragaglia (1943)
- Ho tanta voglia di cantare, regia di Mario Mattoli (1943)
- L'avventura di Annabella, regia di Leo Menardi (1943)
- Tutta la città canta, regia di Riccardo Freda (1945)
- Partenza ore 7, regia di Mario Mattoli (1946)
- Era lei che lo voleva, regia di Marino Girolami e Giorgio Simonelli (1952)
- Solo per te Lucia, regia di Franco Rossi (1952)
- Assi alla ribalta, regia di Ferdinando Baldi e Giorgio Cristallini (1954)
- L'ultimo amante, regia di Mario Mattoli (1955)

## Canzoni scritte da Giovanni D'Anzi
La coppia D'Anzi-Bracchi ha scritto più di 200 canzoni, molte delle quali in dialetto milanese. Solitamente queste canzoni avevano come soggetto personaggi della Milano dell'epoca (come La Gagarella del Biffi Scala o El Tumiami de Luret).
- 1932 - Rumba paesana (testo di Alfredo Bracchi) (in italiano)
- 1932 - Nustalgia de Milan (testo di Alfredo Bracchi) (in milanese)
- 1934 - Cinemà, frenetica passion (testo di Alfredo Bracchi) (in italiano)
- 1935 - O mia bela Madunina (testo di Giovanni D'Anzi) (in milanese)
- 1937 - Bambina innamorata (testo di Alfredo Bracchi) (in italiano)
- 1939 - Lassa Pur Ch'el Mund El Disa (testo di Alfredo Bracchi) (in milanese)
- 1939 - I Tusann de Milan (testo di Alfredo Bracchi) (in milanese)
- 1939 - Quand Sona i Campann (testo di Alfredo Bracchi) (in milanese)
- 1940 - 'Duard, fa no el baûscia (testo di Alfredo Bracchi) (in milanese)
- 1941 - La Gagarella del Biffi Scala (testo di Alfredo Bracchi) (in milanese)
- 1941 - El Tumiami de Luret (testo di Alfredo Bracchi) (in milanese)
- 1941 - Mattinata fiorentina (testo di Michele Galdieri) (in italiano)
- 1941 - Tu non mi lascerai (testo di Michele Galdieri) (in italiano)
- 1941 - Voglio vivere così (testo di Tito Manlio) (in italiano)
- 1944 - Casetta mia (testo di Alfredo Bracchi) (in italiano)
- 1948 - Malinconia d'amore (testo di Giovanni D'Anzi) (in italiano)
- 1955 - Per Amôr del Ciel (testo di Alfredo Bracchi) (in milanese)
- 1969 - Sentiss ciamà papà (testo di Alfredo Bracchi) (in milanese)
- 1969 - El Biscella (testo di Alfredo Bracchi) (in milanese)
- 1977 - Quater Pass in Galleria (testo di Alfredo Bracchi) (in milanese)